# Бехта Павло Володимирович
Павло Володимирович Бехта (нар. 9 вересня 1955) — український діяч, голова Дрогобицької районної державної адміністрації Львівської області.

## Життєпис
У 1978 році закінчив Львівський сільськогосподарський інститут, здобув спеціальність інженера-механіка сільського господарства.
З 1978 року працював в системі «Сільгосптехніки» Львівської області.
Член КПРС до 1991 року.
На 1989—1990 роках — директор Дрогобицького виробничо-технічного об'єднання агропромислового комплексу (АПК) «Прикарпаття».
До травня 1998 року — керівник Відкритого акціонерного товариства (ВАТ) «Агротехсервіс» Дрогобицького району.
25 травня 1998 — 27 серпня 2002 року — голова Дрогобицької районної державної адміністрації Львівської області.
Потім — власник приватного підприємства «Експоторг-С».
Подальша доля невідома.